# Muhammad Nasiruddin al-Albani
Muhammad Nasir al-Din,  (1914 – 2 de octubre de 1999) conocido por su nisba al-Albani (el albanés), fue un erudito islámico albanés conocido por ser un famoso Muhaddith. Figura importante de la metodología salafí del islam, estableció su reputación en Siria, adonde se había trasladado su familia y donde se educó de niño. Al-Albani no abogaba por la violencia y prefería la obediencia a los gobiernos establecidos. Relojero de profesión, Al-Albani se dedicó a la escritura y publicó sobre todo hadices y sus ciencias. También dio numerosas conferencias sobre el movimiento salafista en Oriente Próximo, España y el Reino Unido.

## Biografía
Muhammad Nasir al-Din nació en 1914 en Shkodër (Albania). Su padre, Nuh Najai, era un erudito de la madhhab (escuela de pensamiento) hanafí del islam suní que cursó estudios islámicos en Estambul. Temiendo el auge del secularismo durante el gobierno de Ahmed Muhtar Zogu, Nuh apartó a su hijo de la escuela en Albania. A los nueve años, en 1923, al-Albani y su familia se trasladaron a Damasco, entonces bajo la ocupación francesa de Siria.El régimen secularista de Ahmet Zogu bajo inspiración occidental, provocó un relevante éxodo de miles de familias albanas religiosas entre las que se encontró la familia de Albani.
En Damasco, su padre y varios shayjs locales le enseñaron el Corán, la fiqh hanafí y otros temas. Aprendió árabe en al-Is'af, una escuela civil sin ánimo de lucro donde era conocido como el Arna'ut.   Sólo se le conoció por el nisba al-Albani («el albanés») cuando abandonó la escuela y empezó a escribir. Después estudió el célebre libro hanafí Maraqi al-Falah de al-Shurunbulali (m. 1659) con su maestro, Sa'id al-Burhani.
Estudió numerosos libros, como Mukhtasar al-Quduri, también con la ayuda de eruditos sirios nativos. Mientras tanto, se ganó la vida modestamente como carpintero antes de unirse a su padre como relojero, de donde obtendría sus primeros ingresos.

## Trayectoria
Fue a la edad de veinte años cuando empezó a interesarse por el campo del hadiz y de sus ciencias auxiliares influenciado por los artículos de  la revista al-Manar, fundada por Muhammad Rashid Rida. Entre sus primeros trabajos esta la transcripción del monumental «al-Mughnee an-Hamlil-Asfaar» A continuación escribió una serie de conferencias y libros, además de publicar artículos en la revista al-Manar. Esa obra fue el comienzo de la carrera académica de al-Albani, y por este libro se hizo conocido en los círculos eruditos de Damasco, y la biblioteca le asignó una sala especial para llevar a cabo sus investigaciones y le dio un duplicado de la llave de la biblioteca. Al cabo de un tiempo, comenzó a impartir dos lecciones semanales sobre doctrina, Fiqh y Hadiz. A sus clases asistían estudiantes y profesores universitarios. También empezó a organizar viajes de promoción a varias ciudades de Siria y Jordania. 
A partir de 1954, al-Albani comenzó a impartir lecciones semanales informales. En 1960, su popularidad empezó a preocupar al gobierno y fue puesto bajo vigilancia. En 1969 fue encarcelado en dos ocasiones. En la década de 1970, el régimen baasista de Hafiz al-Asad le sometió a arresto domiciliario en más de una ocasión. El gobierno sirio encarceló a al-Albani por «promover la da'wa salafí, que distorsionaba el islam y confundía a los musulmanes».
Cuando se fundó la Universidad Islámica de Medina en 1961, al-Albani recibió una invitación para enseñar hadiz de Ibn Baz, vicepresidente de la universidad, o de Muhammad ibn Ibrahim, gran muftí de Arabia Saudí. Poco después de su llegada, al-Albani enfureció a los eruditos hanbalíes de Arabia Saudí, a quienes no les gustaban sus posturas contrarias al tradicionalismo en la jurisprudencia musulmana. Estaban alarmados por los desafíos intelectuales de al-Albani a la escuela de derecho hanbalí dominante, pero no podían desafiarlo abiertamente debido a su popularidad. Al-Albani escribió un libro en el que defendía su opinión de que el niqab, o velo integral del rostro, no era una obligación vinculante para las mujeres musulmanas.
En 1963, al-Albani abandonó Arabia Saudí y regresó a sus estudios y a su trabajo en la biblioteca Az-Zahiriyah de Siria. Dejó su relojería en manos de uno de sus hermanos.
Al-Albani visitó varios países para predicar y dar conferencias, entre ellos Catar, Egipto, Kuwait, Emiratos Árabes Unidos, España y el Reino Unido. Se trasladó varias veces entre Siria y un par de ciudades de Jordania. También vivió en los Emiratos Árabes Unidos. Tras la intervención de Bin Baz ante la dirección educativa saudí, al-Albani fue invitado por segunda vez a Arabia Saudí para ejercer como director de la enseñanza superior de la ley islámica en La Meca, lo que no duró debido a la controversia que suscitaron las opiniones de al-Albani entre la clase dirigente saudí.
Al-Albani regresó a Siria, donde volvió a ser encarcelado brevemente en 1979. Se trasladó a Jordania, donde vivió el resto de su vida. Murió en 1999 a la edad de 85 años. La esposa de Al-Albani era Umm al-Fadl.

## Ocupaciones
Los conocimientos aplicados de Albani le permitieron ejercer de conferenciante universitario (dos clases semanales) donde explicó numerosos libros de Aqeedah, Fiqh, Usool, y ciencias de los Ahadeeth, además de desarrollar viajes mensuales organizados para predicar en varias ciudades de Siria, Jordania, Catar, Egipto, Kuwait, Emiratos Árabes Unidos, España e Inglaterra.
Tras divulgar algunas de sus perlas consiguió copar una plaza como docente del departamento de Hadiz en la nueva Universidad Islámica de Medina, Arabia Saudita, por tres años a partir de 1381 a 1383H, envidias con un profesor provocarían su cese y que volviera a centrarse en la investigación en la biblioteca al-Maktabah Ath-Thaahiriyyah, poniendo su tienda en las manos de uno de sus hermanos.
Visitó varios países para dar conferencias entre ellos Catar, Egipto, Kuwait, los Emiratos, España e Inglaterra.
Siempre se vio forzado a emigrar varias veces de Siria a Jordania y viceversa, después a Beirut, los Emiratos y nuevamente a Jordania, en Amán–lugar donde solía residir desde unos cinco años antes de su muerte, el 22 de Yumada al-Ajíra de 1420 H (2 de octubre de 1999).
Vivió de destierro en destierro y estuvo en prisión por sus afirmaciones fuera del consenso de los sabios del Islam de todas las épocas. Intentó, sin éxito que se derribara la cúpula donde está enterrado el profeta ante el miedo de que se convirtiera en motivo de adoración.

## Producción bibliográfica
Sus libros están especializados principalmente en el campo de Hadiz y se cree que rondan el centenar, entre ellos sus más notables publicaciones son:
1. At-Targhib wa't-Tarhib (4 Volúmenes)
2. At-Tasfiyyah wa't-Tarbiyya
3. At-Tawsulu: Anwau'hu wa Ahkamuhu
4. Irwa al-Ghalil (9 Volúmenes)
5. Talkhis Ahkam al-Janaez
6. Sahih wa Da'if Sunan Abu Dawood (4 Volúmenes)
7. Sahih wa Da'if Sunan at-Tirmidhi (4 Volúmenes)
8. Sahih wa Da'if Sunan ibn Majah (4 Volúmenes)
9. al-Aqidah at-Tahawiyyah Sharh wa T`aliq
10. Sifatu Salati An-Nabiyy
11. Silsalat al-Hadith ad-Da'ifa (14 Volumes)
12. Silsalat al-Hadith as-Sahiha (11 Volúmenes)
13. Salat ut-Tarawih (más tarde republicado por el propio Albani con el nombre de Qiyamu Ramadhan)